# Hibiscus fragilis
Hibiscus fragilis är en malvaväxtart som beskrevs av Dc.. Hibiscus fragilis ingår i Hibiskussläktet som ingår i familjen malvaväxter. Inga underarter finns listade i Catalogue of Life.
Arten är endemisk i ett bergsområde på Mauritius. Den är utformad som en städsegrön buske och hittas främst på torra ställen i skogar. Buskens blad är mörkgröna och blommorna har en rosa till karminröd färg. Förökningen sker långsam.
Beståndet hotas främst av introducerade växter som utgör konkurrenter. Med andra arter av samma släkte kan hybrider uppstå. IUCN listar arten som akut hotad (CR). Enligt uppskattningar finns endast 40 till 60 full utvecklade exemplar kvar. Dessutom odlas växten i några botaniska trädgårdar.

## Bildgalleri

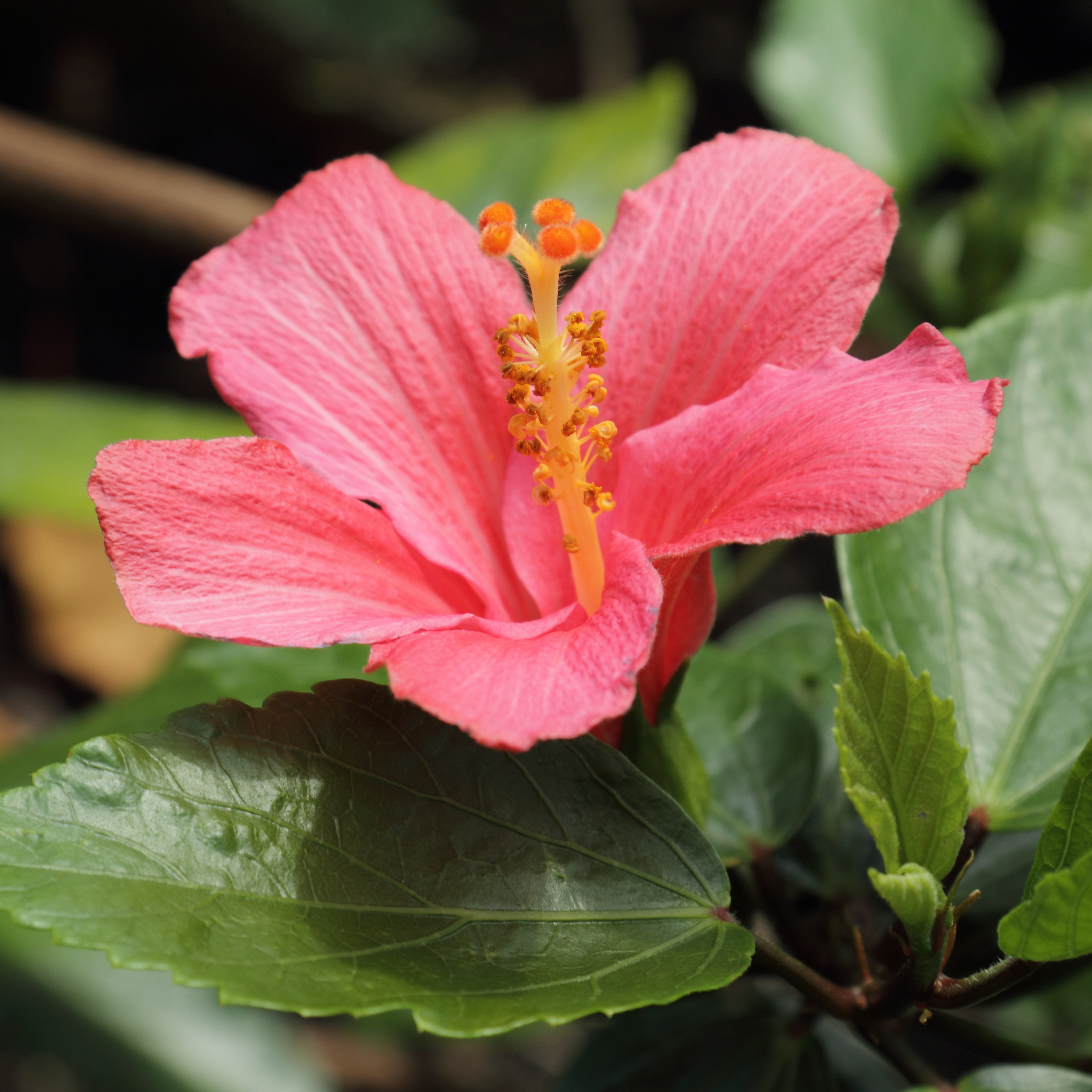
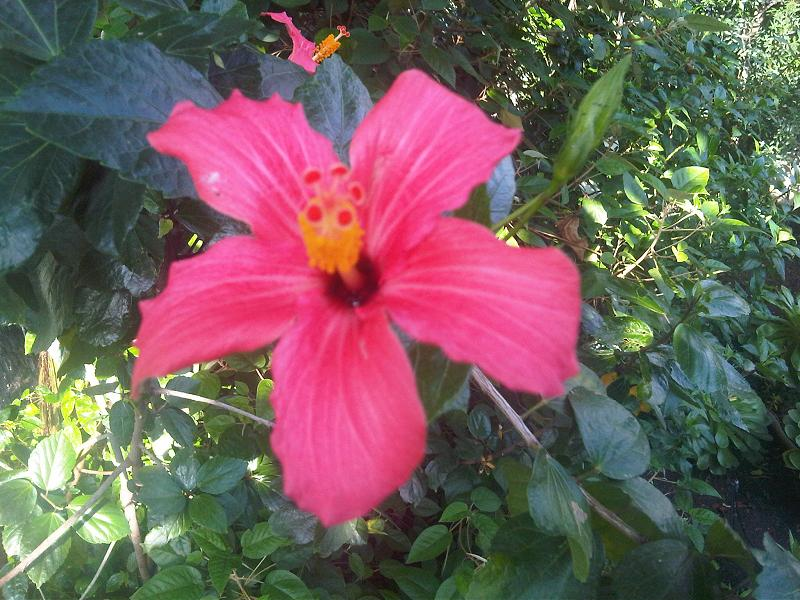
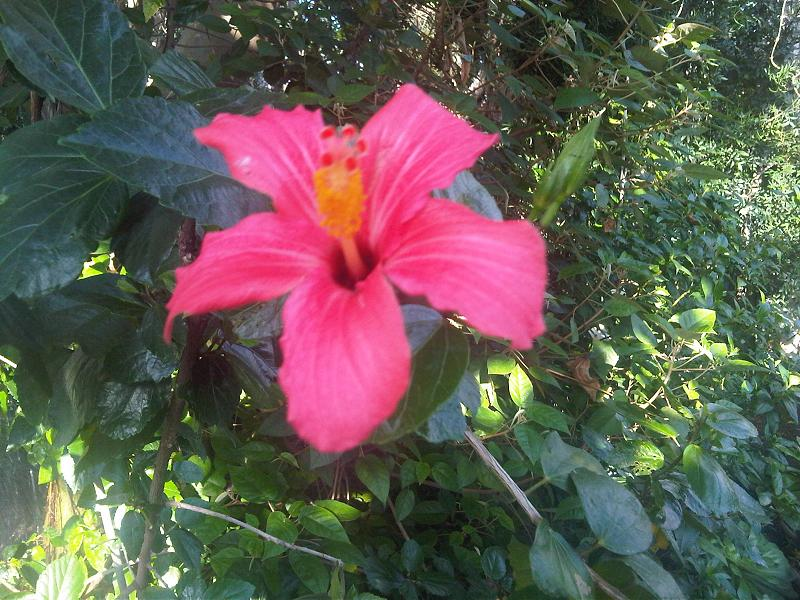
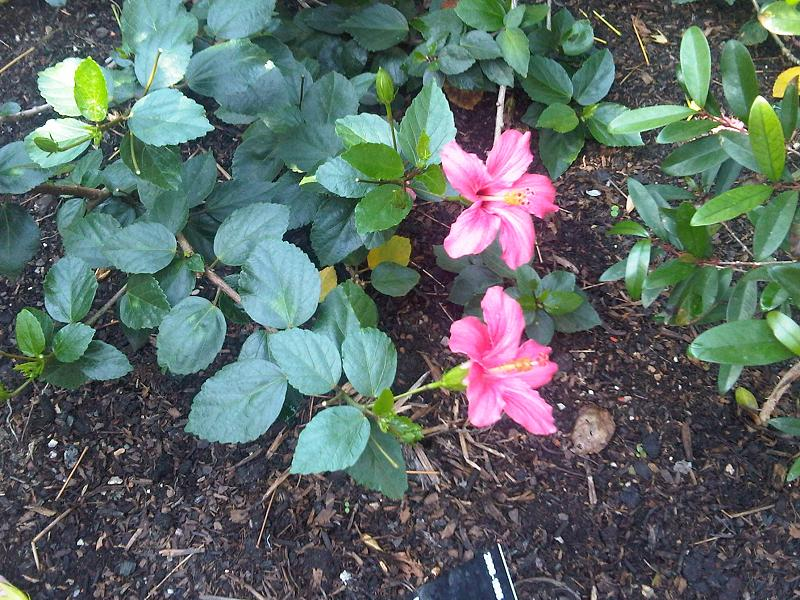